# ジェスターズ・ギャラクシー
『ジェスターズ・ギャラクシー』は、新城カズマ（イラスト：1巻純珪一・2巻以降おもて空良）のライトノベルである。富士見ファンタジア文庫（富士見書房）より2002年7月から2004年3月まで刊行された。
地球は先進した科学技術を持つ銀河帝国に支配されているが、その帝国も歴史の流れに逆らえず滅びていくという設定で新撰組をモチーフにした銀河騎兵連隊が活躍する星間活劇である。

## あらすじ
銀河帝国末期、上司の命令により辺境惑星にいる自らの素性を知らない地方領主の娘アルトワインを帝都星域に連れてくるように命令された銀河騎兵連隊は、周りは敵だらけのなかかろうじて脱出させるがこれもまた陰謀だった……。

## 登場人物

### 銀河騎兵連隊
ザユストのアルロン
優しい性格の地球人の美少年。後世からその残虐冷酷をもって数多くの革命家らを手にかけ、共和国の誕生を3年は遅らせた大罪人とされている。

### 皇種
アルトワイン
ヒロイン。素性を知らされる前は必死に故郷の経済振興をはかっていた。皇族であると知らされて苦悩するが受け入れ女帝として即位させられる。即位後は、帝国のために尽くそうとするが実際の政治にはかかわらせてもらえない。

## 用語
銀河帝国
本書の舞台となる架空の国家。首都エイブン。銀河の三千万の居住惑星を所有し、人口は、数千兆を遙かに超える。地球人によく似た種族で構成され、皇帝を頂点に皇種、貴族、平民で構成される封建制社会である。建国から超空間航行ができる〈銀河大樹〉を安定させ、それを持って銀河を支配していた。約10万年の歴史を持ち数多くの星間王国や種族を征服して版図を拡大してきた。しかし、末期となると内乱、腐敗、天災などによって弱体化し共和派の革命によって打倒された。
地球
貧しい辺境の惑星。帝国名は「ザユスト」。140年前に帝国の一貴族が発見し自領に加えた。その際に月を破壊され壊滅的なダメージを受け社会体制が崩壊し人口が激減した。帝国に支配されるまでは共和制を敷いていたということから共和派にとっては、理想郷とされている。直接は登場しない。
共和派
身分制度を廃止し共和制を求める革命家集団。革命戦争によって帝国を打倒して共和国を建国した。
皇種
皇族。反乱に利用されるのを防ぐために帝都星域から出ることを禁じられ各星域の政治に関わらない。
銀河大樹
銀河に張り巡らされている超空間航行路。使用する宇宙船には竜骨と呼ばれる物質が不可欠でありこれを皇種
が独占し帝国を維持している。
銀河騎兵
俗称 ＜鮮血の天使＞。皇帝のみに忠誠を誓う騎士団。帝国末期に2000年ぶりに復活した。後の世では極悪非道の烙印を押されたが、実際には帝国の未来を信じ、無報酬で働くお気楽極楽の呑気な、世間にいくら嘲笑われようとも己の信念に殉じた、自らも認める愚か者たち。
貴族
皇種から竜骨を与えられた惑星の代表者階級。三千万の居住惑星を数個ごとに区分けし支配している多くの子爵、男爵、それらを統率する伯爵、各星域を支配する数の少ない大貴族の大公、公爵、庶民とたいして変わらない騎士階級まで存在する。

## 既刊一覧
- 新城カズマ（著）・純珪一（1巻イラスト）・おもて空良（2巻以降イラスト）、富士見書房〈富士見ファンタジア文庫〉、全4巻
  - 『ジェスターズ・ギャラクシー1 天のほとりの愚神ども』、2002年7月18日発売[1]、ISBN 978-4829114377
  - 『ジェスターズ・ギャラクシー2 翠の星の愚神ども』、2003年5月20日発売[2]、ISBN 978-4829114841
  - 『ジェスターズ・ギャラクシー3 愚神どもには安息を』、2003年8月19日発売[3]、ISBN 978-4829115466
  - 『ジェスターズ・ギャラクシー4 愚神のために恋歌を』 、2004年3月18日発売[4]、ISBN 978-4829115466